# Schlacht von Koroneia (447 v. Chr.)
Aegina – Tanagra (457 v. Chr.) – Oinophyta – Zweiter Heiliger Krieg – Koroneia (447 v. Chr.)
Die Schlacht von Koroneia fand im Jahre 447 v. Chr. zwischen den Athenern und den Böotiern statt; sie ist im Zusammenhang mit dem Ersten Peloponnesischen Krieg zwischen Sparta und Athen (457 v. Chr.–445 v. Chr.) zu sehen.
Seit dem Sieg der Athener in der Schlacht von Oinophyta über Böotien hatte Athen die unangefochtene Herrschaft über ganz Mittelgriechenland inne. Im Jahre 447 v. Chr. zeigten sich aber die Grenzen seiner Macht, als sich mehrere Städte in Böotien gegen die athenische Herrschaft erhoben. Daraufhin sandte Athen eine Streitmacht unter seinem Feldherrn Tolmides nach Böotien, dem zunächst auch die Einnahme von Chaironeia gelang. Doch kam es bald darauf zum Zusammenstoß bei Koroneia am Fuß des Helikon, südwestlich des Kopaïs-Sees. In dieser Schlacht behielten die Böotier die Oberhand, so dass sich die Athener aus Mittelgriechenland nach Attika zurückziehen mussten. Tolmides, der den Rat des Perikles, den Zuzug von Verstärkungen abzuwarten, ignoriert hatte, war in der Schlacht gefallen. Die athenische Niederlage war das Signal für weitere Abfallbewegungen: 446 v. Chr. rebellierten auch Megara, Euböa, Andros und Naxos gegen die athenische Herrschaft, sodass Athen gezwungen war, mit Sparta Frieden zu schließen (445 v. Chr.)